# Tempesta Kyrill

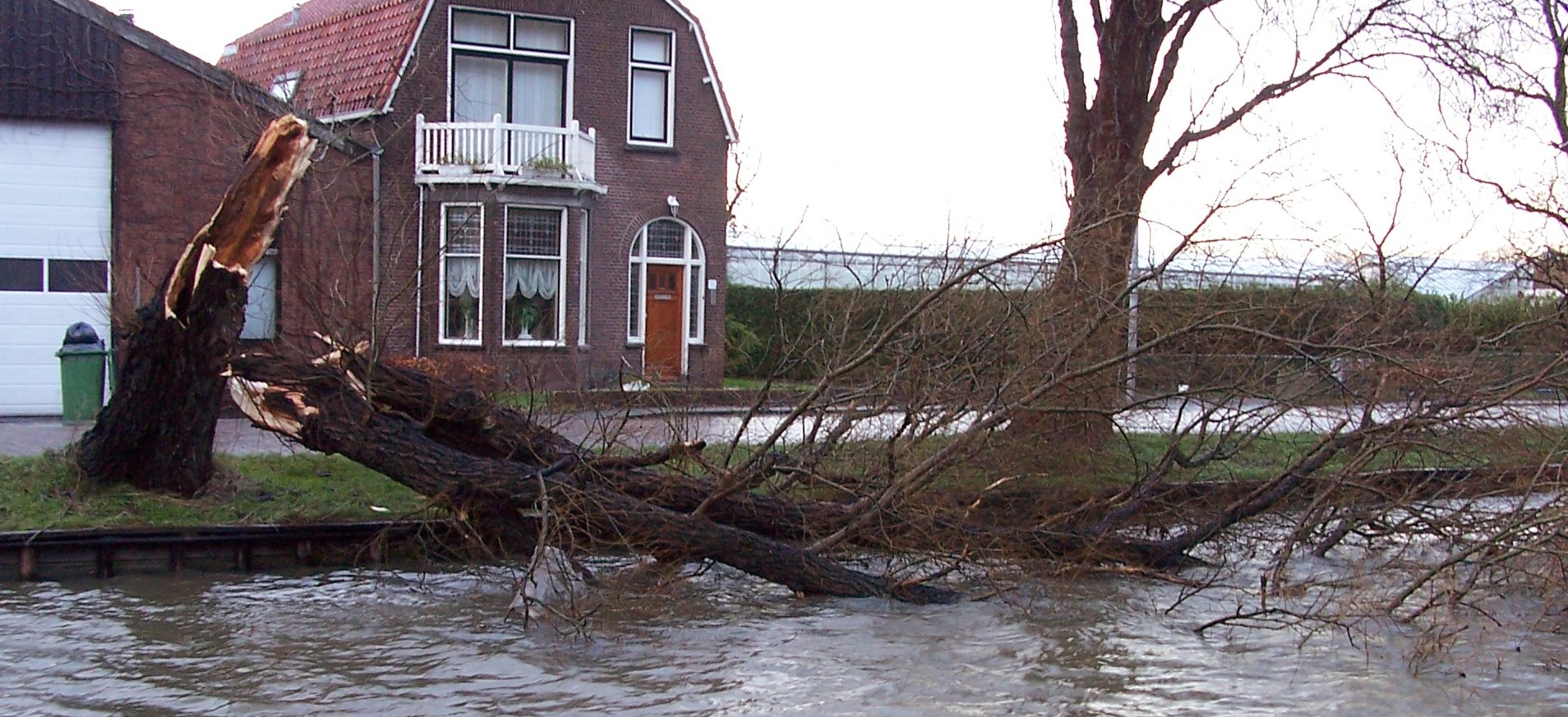
Danni della tempesta a Rijswijk, Paesi Bassi

Kyrill è un'area di bassa pressione che si è evoluta in tempesta, formando un ciclone extratropicale. Formatasi sopra Terranova il 15 gennaio 2007, si è mossa attraverso l'Oceano Atlantico raggiungendo l'Inghilterra e il Galles nella serata del 17 gennaio, per poi attraversare gran parte dell'Europa settentrionale, causando più di 40 vittime.
Il vento ha raggiunto la velocità di circa 250 km orari sui monti della Polonia.
Sono stati colpiti diversi paesi europei: Francia, Inghilterra, Islanda, Irlanda, Polonia, Belgio, Germania, Repubblica Ceca e Paesi Bassi. Si è poi fermato sulle montagne dell'Alto Adige il 19 gennaio 2007, creando consequenzialmente un contemporaneo fenomeno climatico di ipertermia per l'espansione dell'anticiclone subtropicale sull'Italia nord-occidentale.
I costi dei danni causati da Kyrill si aggirano sul miliardo di euro. In più paesi europei sono stati annullati voli aerei e ci sono stati black out.
Il nome è stato dato alla tempesta il 17 gennaio dall'istituto meteorologico dell'Università libera di Berlino.